# 姚邕
姚邕（?—?），南安郡赤亭（今甘肅省隴西縣西）羌人。十六國後秦宗室，將領,，小名黄儿。姚苌子，姚兴弟。
姚兴重用匈奴铁弗部刘勃勃投奔后秦，姚邕劝说他道：“勃勃不可近也。”姚兴说：“勃勃有济世之才，吾方与之平天下，柰何逆忌之？”任命刘勃勃为安远将军，镇守高平，把三城、朔方等地的各夷族部落和其父刘卫辰部下三万人交给他统辖，让他严密监视北魏。姚邕争辩，认为万万不可。姚兴说：“你怎么知道他的为人？”姚邕说：“勃勃奉上慢，御众残，贪猾不仁，轻为去就；宠之逾分，恐终为边患。”姚兴又任命刘勃勃为安北将军、五原公，镇守朔方。407年，刘勃勃建立夏国，侵扰后秦，姚兴后悔：“吾不用黄儿之言，以至于此！”